# Miss Univers 1956
Miss Univers 1956, est la 5e édition du concours de Miss Univers a lieu le 20 juillet 1956, au Long Beach Municipal Auditorium, à Long Beach, Californie, États-Unis.
Carol Morris, Miss USA, succède à Miss Suède 1955, Hillevi Rombin, élue Miss Univers 1955. Elle est la seconde américaine à remporter le titre de Miss Univers,.

## Résultats
| Classement final  | Candidates |
| ----------------- | --- |
| Miss Univers 1956 | - États-Unis - Carol Ann Laverne Morris |
| 1re dauphine      | - Allemagne - Marina Orschel |
| 2e dauphine       | - Suède - Ingrid Goude |
| 3e dauphine       | - Angleterre - Iris Alice Kathleen Waller |
| 4e dauphine       | - Italie - Rossana Galli |
| Top 15            | - Argentine - Ileana Carré - Belgique - Lucienne Auquier - Brésil - Maria José Cardoso - Cuba - Marcia Rodríguez - France - Anita Treyens - Grèce - Rita Gouma - Israël - Sara Tal - Mexique - Erna Marta Bauman - Pérou - Lola Sabogal - Venezuela - Blanquita Heredia Osío |

## Prix spéciaux
| Prix                                       | Candidates                        |
| ------------------------------------------ | --------------------------------- |
| Miss Congénialité                          | - Costa Rica - Anabella Granados  |
| Miss Photogénique                          | - Allemagne - Marina Orschel      |
| La fille la plus populaire dans une parade | - Iowa - Carol Ann Laverne Morris |

## Candidates
36 candidates ont concouru pour le titre de Miss Univers 1956 : 
| Pays                   | Candidate                              | Âge    | Domicile                |
| ---------------------- | -------------------------------------- | ------ | ----------------------- |
| Alaska                 | Barbara Maria Sellar                   | NC     | Fairbanks               |
| Allemagne              | Marina Orschel                         | 19 ans | Berlin                  |
| Angleterre             | Iris Alice Kathleen Waller             | 19 ans | Gateshead               |
| Argentine              | Ileana Carré                           | 18 ans | Buenos Aires            |
| Belgique               | Lucienne Auquier                       | 19 ans | Bruxelles               |
| Brésil                 | Maria José Cardoso (°1935-†2019)       | 21 ans | Porto Alegre            |
| Canada                 | Elaine Bishenden                       | 18 ans | Toronto                 |
| Chili                  | Concepción Obach Chacana (°1936-†2020) | 19 ans | Santiago                |
| Costa Rica             | Anabella Granados                      | 16 ans | Heredia                 |
| Cuba                   | Marcia Rodríguez Echevarría            | 19 ans | La Havane               |
| Équateur               | Mercedes Flores Espín                  | 24 ans | Guayaquil               |
| États-Unis             | Carol Ann Laverne Morris               | 20 ans | Des Moines              |
| France                 | Anita Treyens                          | 18 ans | Paris                   |
| Grèce                  | Rita Gouma                             | 20 ans | Athènes                 |
| Guatemala              | Ileana Garlinger Díaz                  | NC     | Chiquimula              |
| Guyana                 | Rosalind Iva Joan Fung                 | NC     | Georgetown              |
| Hollande               | Rita Schmidt                           | NC     | Hollande-Septentrionale |
| Islande                | Guðlaug Guðmundsdóttir (°1936-†2011)   | 19 ans | Reykjavík               |
| Israël                 | Sara Tal                               | 22 ans | Tel Aviv                |
| Italie                 | Rosana Galli                           | 21 ans | Latium                  |
| Japon                  | Yoshie Baba                            | 19 ans | Aizuwakamatsu           |
| Mexique                | Erna Marta Bauman                      | 18 ans | Mexico                  |
| Pérou                  | Lola Sabogal Marzán                    | 21 ans | Lima                    |
| Philippines            | Isabel Escobar Rodriguez               | NC     | NC                      |
| Porto Rico             | Antonia Paquita Vivo Colón             | NC     | San Lorenzo             |
| République dominicaine | Olga Fiallo Oliva                      | NC     | Santiago                |
| Suède                  | Ingrid Goude                           | 19 ans | Sandviken               |
| Turquie                | Can Uysaloğlu                          | 18 ans | Istanbul                |
| Uruguay                | Guillermina Titina Aguirre             | 19 ans | Montevideo              |
| Venezuela              | Blanquita Heredia Osío                 | 22 ans | Caracas                 |

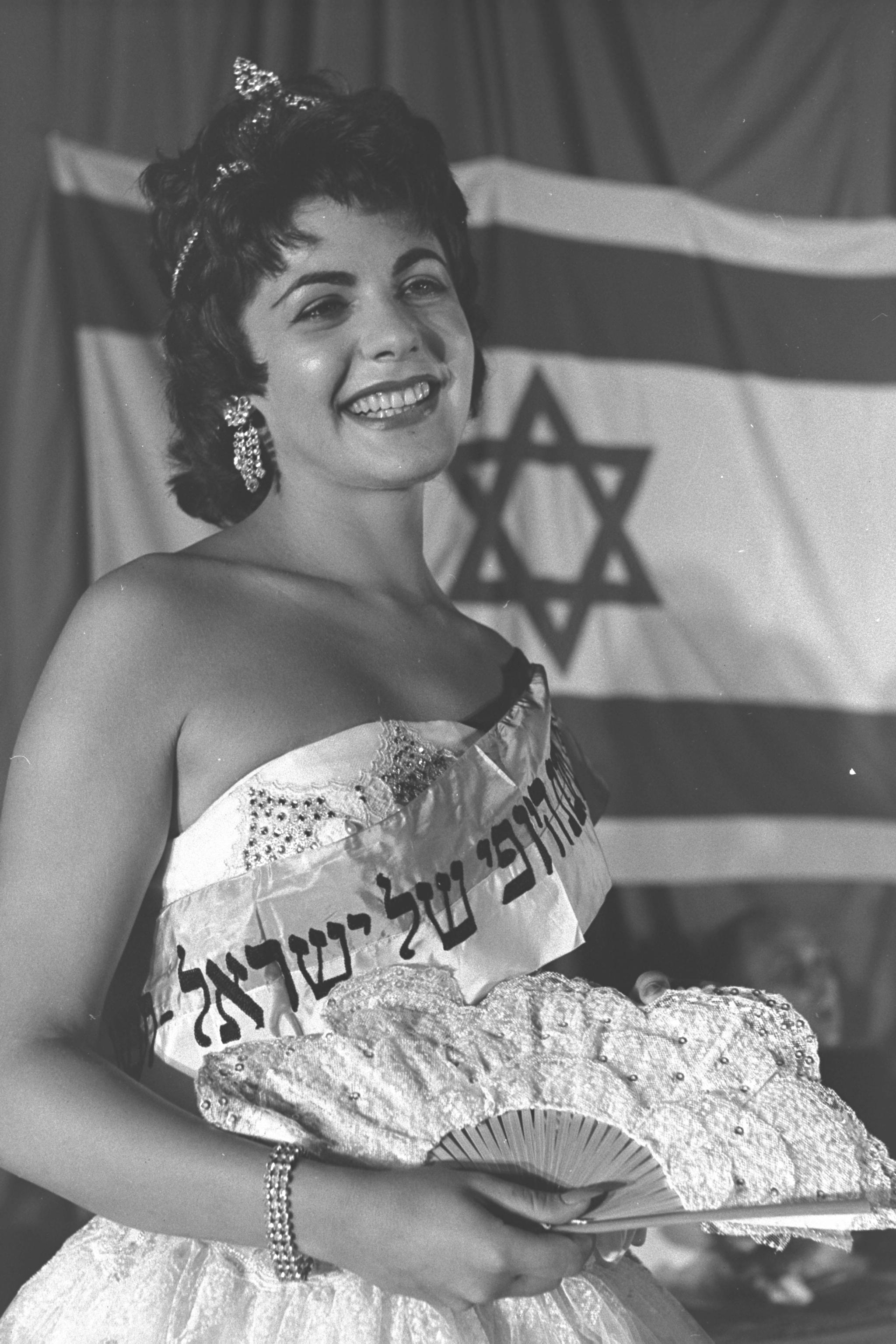
Sarah Tal, Miss Univers Israël 1956.

## Jury
| Membre | Membre             | Nationalité | Notes                                                    |
| ------ | ------------------ | ----------- | -------------------------------------------------------- |
|        | Vincent Trotta     | Américaine  | Directeur artistique de Paramount Studios.               |
|        | James H. Noguer    | Américaine  | Professeur de langues étrangères au Beach State College. |
|        | Max Factor         | Américaine  | Homme d'affaires.                                        |
|        | Betty Jones        | Américaine  | Manager de Slenderella International.                    |
|        | Tom Kelley         | Américaine  | Photographe.                                             |
|        | Robert Palmer      | Américaine  | Directeur de casting pour Universal Studios.             |
|        | Dorothy Kirsten    | Américaine  | Actrice et chanteuse d'opéra.                            |
|        | Harvey Earl Wilson | Américaine  | Auteur, journaliste et chroniqueur.                      |
|        | Claude Berr        |             |                                                          |
|        | Alberto Vargas     | Péruvienne  | Peintre et dessinateur reconnu pour ses pin-up.          |

## Observations

### Débuts
- Guyane
- Hollande
- Islande
- République dominicaine

### Retours
Dernière participation en 1953
- Turquie.

### Désistements
Les pays qui ont abandonné la compétition
- Ceylan
- Corée
- Honduras
- Indes occidentales
- Liban
- Nicaragua
- Norvège
- Salvador

Les pays qui ont choisi les candidates, mais l'État se retire de la compétition
- Finlande - Mirva Orvokki Arvinen